# Economia della Colombia
L'economia della Colombia è stata considerata una delle più stabili dell'America Latina con un'inflazione costante. Questo sembra anche paradossale in un paese con grandi disparità sociali.  

## Dati
Prodotto Nazionale Lordo: 8.870$ pro capite,                        435.367$ (28º posto della classifica mondiale).

Bilancia dei pagamenti: -1500.682 milioni di $.

Inflazione: 3,6%.

Disoccupazione: 9,6%
Produzione di energia elettrica: 10.800.000 kW.

Pesca: 167.080 tonnellate.

Petrolio: 444.508 b/g.

Allevamento: pecore 2,4 milioni, bovini 28,3 milioni, suini 2,5 milioni, cavalli 2,5 milioni.

Minerali: petrolio, gas naturale, carbone, nichel, smeraldi, oro, uranio e plutonio.
Punti di forza: gli importanti giacimenti di petrolio e di carbone e la ben sviluppata produzione di energia idroelettrica rendono la Colombia quasi autosufficiente dal punto di vista energetico. Esportazioni buone e diversificate. 
Punti di debolezza: violenza legata alle droghe e corruzione dissuadono gli investitori esteri. Industria nazionale non competitiva a causa del protezionismo. Disoccupazione elevata. e molto importante anche la svariata fabbricazione di caffe

## Commercio estero

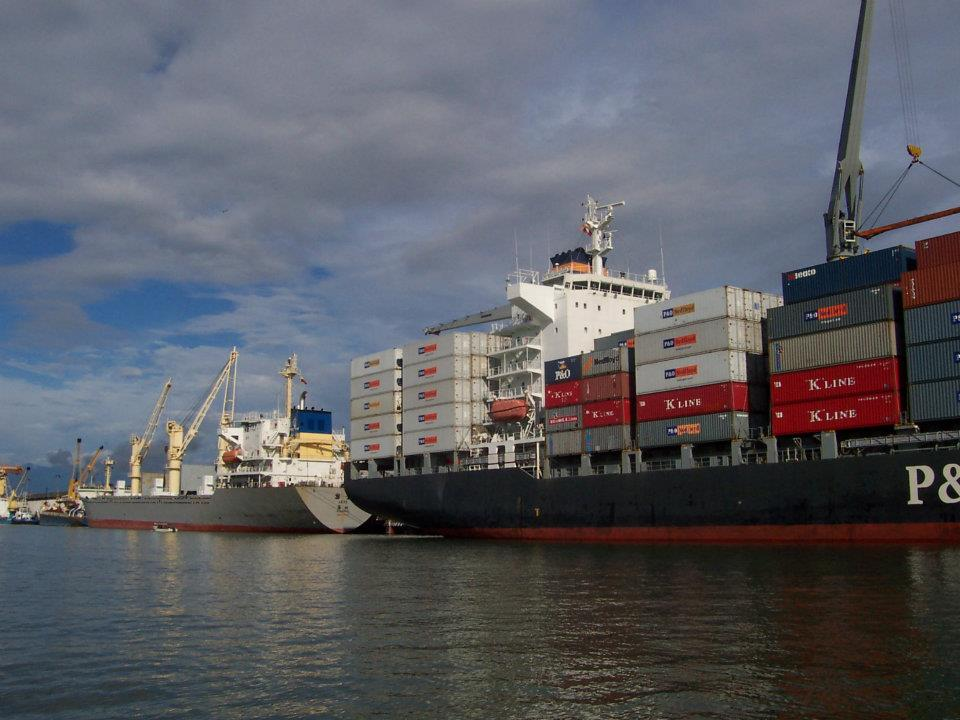
Porto di Buenaventura, è il principale porto marittimo della Colombia, movimenta oltre il 53% del commercio internazionale del paese.

Nel 2020, il paese era il 55° più grande esportatore al mondo (U$ 39,4 miliardi in merci, 0,2% del totale mondiale). Nella somma di beni e servizi esportati, raggiunge i U$ 61,6 miliardi e si colloca al 51 ° posto nel mondo. Per quanto riguarda le importazioni, nel 2020 è stato il 51 ° importatore al mondo: U$ 43,4 miliardi.

## Esportazioni
USA 38%, Venezuela 8%, Germania 7%, Ecuador 4%, Canada 3%, Perù 3%, altri 37%.

## Importazioni
USA 36%, Venezuela 10%, Giappone 6%, Germania 5%, Messico 4%, Brasile 3%, altri 36%.

## Risorse

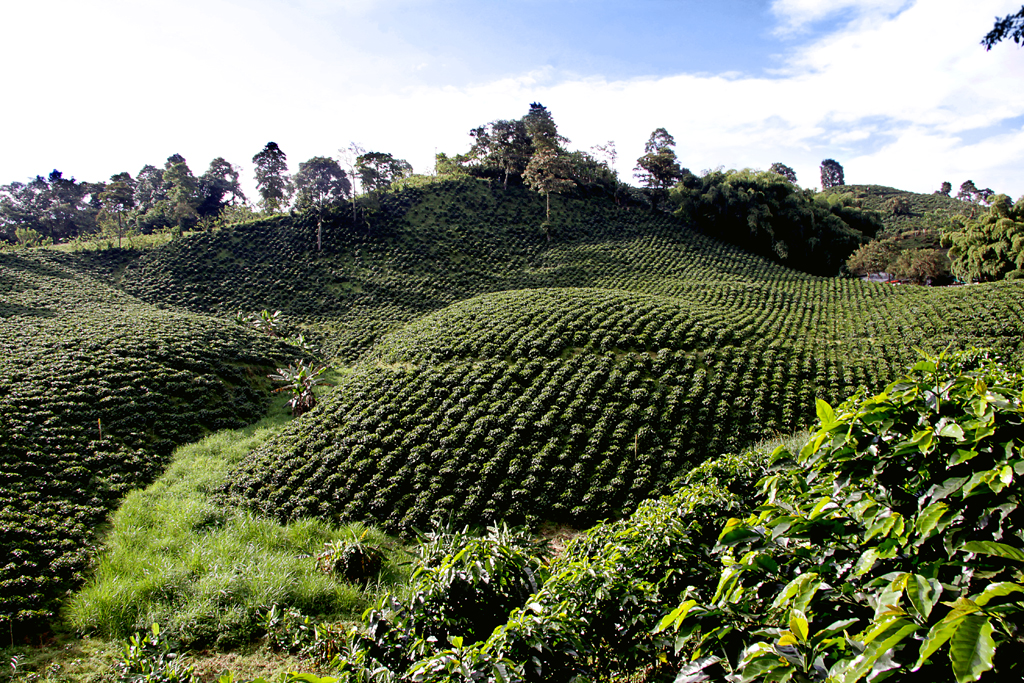
Cafetales, Triangolo del caffè. La Colombia è uno dei primi 5 produttori di caffè al mondo.

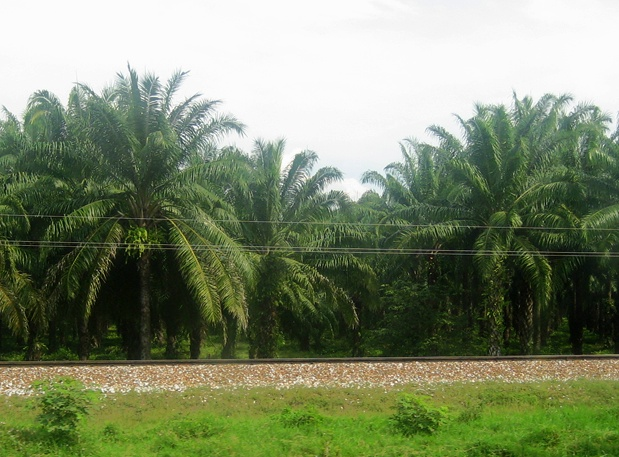
Piantagione di palme a Magdalena. La Colombia è uno dei primi 5 produttori di olio di palma al mondo.

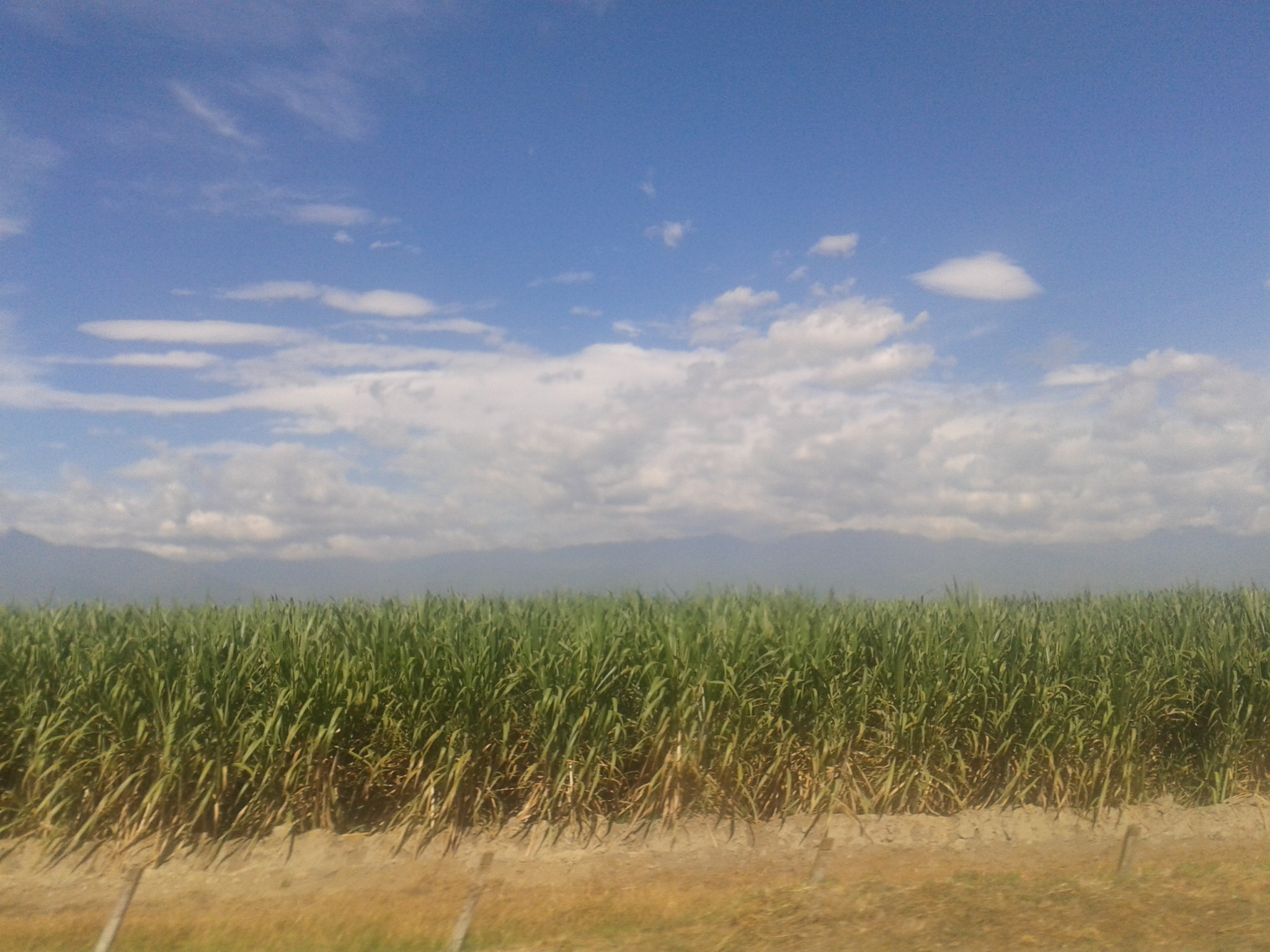
Canna da zucchero in Valle del Cauca. La Colombia è uno dei 10 principali produttori di canna da zucchero nel mondo.

L'economia della Colombia è in piena evoluzione nonostante le difficoltà create dall'ambiente geografico e dalla scarsa importanza del commercio estero.

### Agricoltura
La varietà del clima, la presenza di altopiani e la qualità dei terreni ingranditi, sono all'origine di una produzione agricola estremamente diversificata, che unisce coltivazioni tropicali a coltivazioni di climi temperati.

I cereali sono sufficienti al fabbisogno nazionale: sono coltivati grano, riso e soprattutto mais. Nella valle del Cauca si coltivano la canna da zucchero, il cacao, il cotone; le banane sono coltivate nella Valle Magdalena, se pure in regresso, ed il caffè, il prodotto agricolo principale del paese. Inoltre è coltivata la coca.
La Colombia è uno dei 5 maggiori produttori al mondo di caffè, avocado e olio di palma e uno dei 10 maggiori produttori mondiali di canna da zucchero, banana, ananas e cacao.
La Colombia ha prodotto, nel 2018:
- 36,2 milioni di tonnellate di canna da zucchero (7 º più grande produttore al mondo);
- 5,8 milioni di tonnellate di olio di palma (5 ° più grande produttore al mondo);
- 3,7 milioni di tonnellate di banane comuni e 3,5 milioni di tonnellate di plátano (4 ° più grande produttore al mondo di banana in generale);
- 720.000 tonnellate di caffè (4 ° più grande produttore al mondo, dietro Brasile, Vietnam e Indonesia).
- 3,3 milioni di tonnellate di riso;
- 3,1 milioni di tonnellate di patata;
- 2,2 milioni di tonnellate di manioca;
- 1,3 milioni di tonnellate di mais;
- 900.000 tonnellate di ananas (10 ° più grande produttore al mondo);
- 670.000 tonnellate di cipolla;
- 527.000 tonnellate di pomodoro;
- 419.000 tonnellate di igname;
- 338.000 tonnellate di mango;
- 326.000 tonnellate di avocado (5 ° più grande produttore al mondo);

Oltre a produzioni minori di altri prodotti agricoli come arancia, mandarino, limone, papaya, fagioli, carota, cocco, anguria ecc. Sebbene il suo vicino Brasile sia il più grande produttore di caffè al mondo (3,5 milioni di tonnellate prodotte nello stesso anno), la pubblicità condotta dal paese per decenni suggerisce che il caffè colombiano è di qualità superiore, il che genera più valore aggiunto al prodotto del paese.

### Allevamento

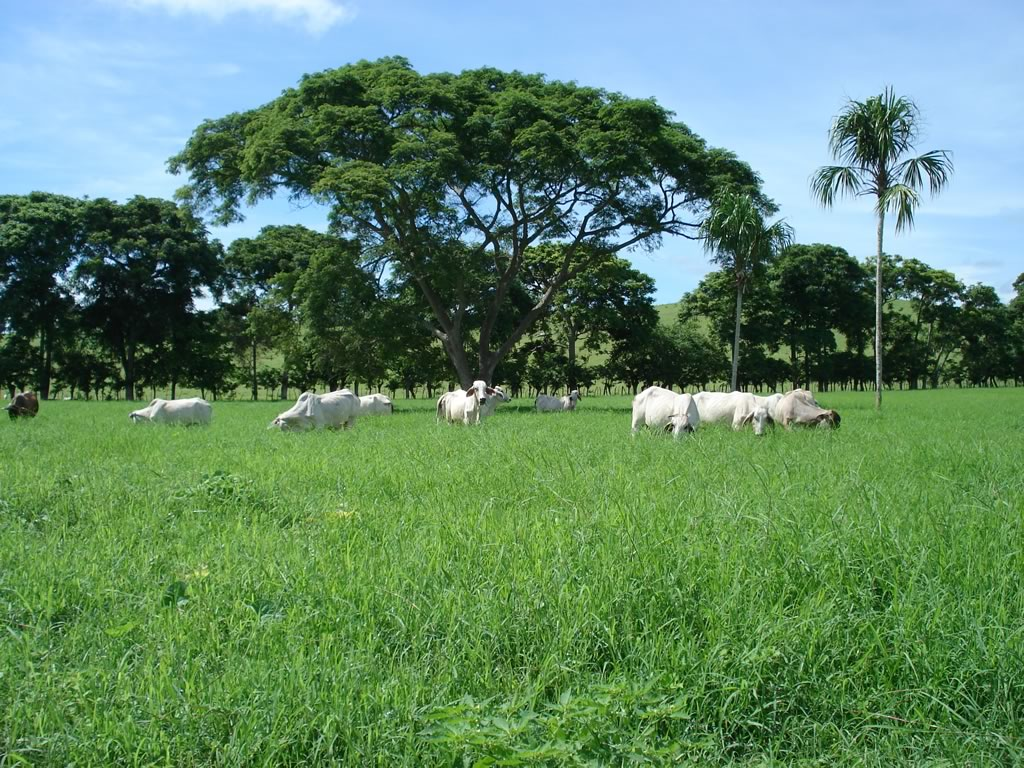
Bestiame nel dipartimento di Córdoba. La Colombia è uno dei 20 maggiori produttori di manzo al mondo.

Gli allevamenti di notevole importanza (bovini, equini e suini) sono diffusi non soltanto nei llanos, ma anche nelle savane del Cundinamarca, di Bolivar e nei dipartimenti di Tolima e di Huila
Nel bestiame, la Colombia è uno dei 20 maggiori produttori di carne di manzo e carne di pollo al mondo. Nel 2018, era il 17 ° più grande nella carne di manzo (885.000 tonnellate) e il 17 ° più grande nella carne di pollo (1,5 milioni di tonnellate). Il paese ha anche prodotto 2,2 miliardi di litri di latte vaccino, 382.000 tonnellate di maiale e 876.000 tonnellate di uova di gallina, tra gli altri.

### Risorse minerarie

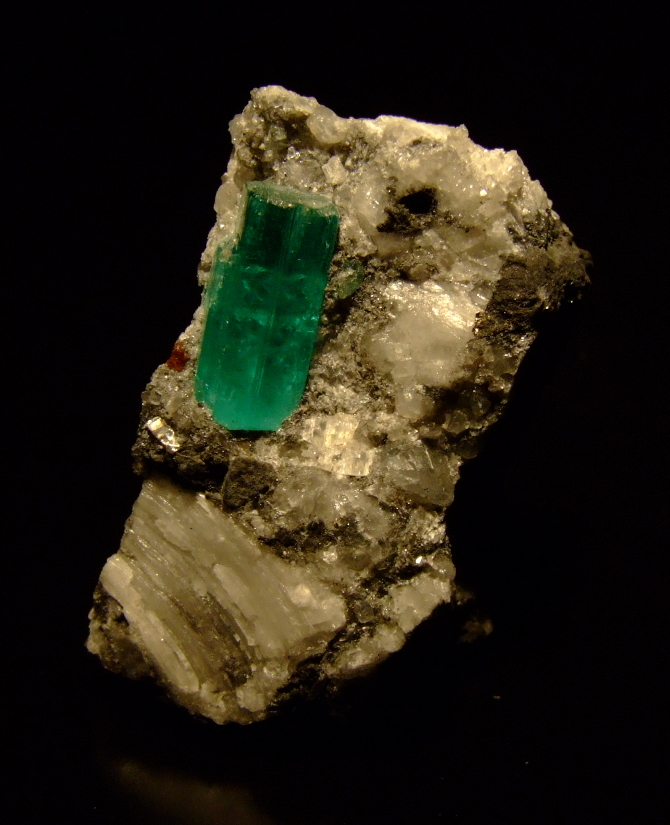
Gli smeraldo sono uno dei prodotti naturali più preziosi ed esportati nel paese.

Importanti sono i giacimenti d'oro e di smeraldi colombiani. Notevoli le riserve delle miniere di ferro a cielo aperto di Paz del Rio ed anche giacimenti di carbone di Cali. In sviluppo la produzione di petrolio.
Il paese è stato il dodicesimo produttore di carbone al mondo nel 2018. Nel 2019, la Colombia è stata il 20 ° produttore di petrolio al mondo, con 791.000 barili / giorno. Per quanto riguarda energia idroelettrica, la Colombia, nel 2019, è stata il quattordicesimo produttore mondiale, con 51,5 TWh generati. Il paese aveva una capacità installata di 11,9 GW, tra le 20 più grandi al mondo.
Nel settore minerario, la Colombia è il più grande produttore mondiale di smeraldi. Nella produzione di oro, tra il 2006 e il 2017, il paese ha prodotto 15 tonnellate all'anno fino al 2007, quando la sua produzione è aumentata in modo significativo, battendo il record di 66,1 tonnellate estratte nel 2012. Nel 2017, ne ha estratte 52,2 tonnellate. Il paese è tra i 25 maggiori produttori d'oro al mondo. Nella produzione di argento, nel 2017 il paese ha estratto 15,5 tonnellate.

### Industria

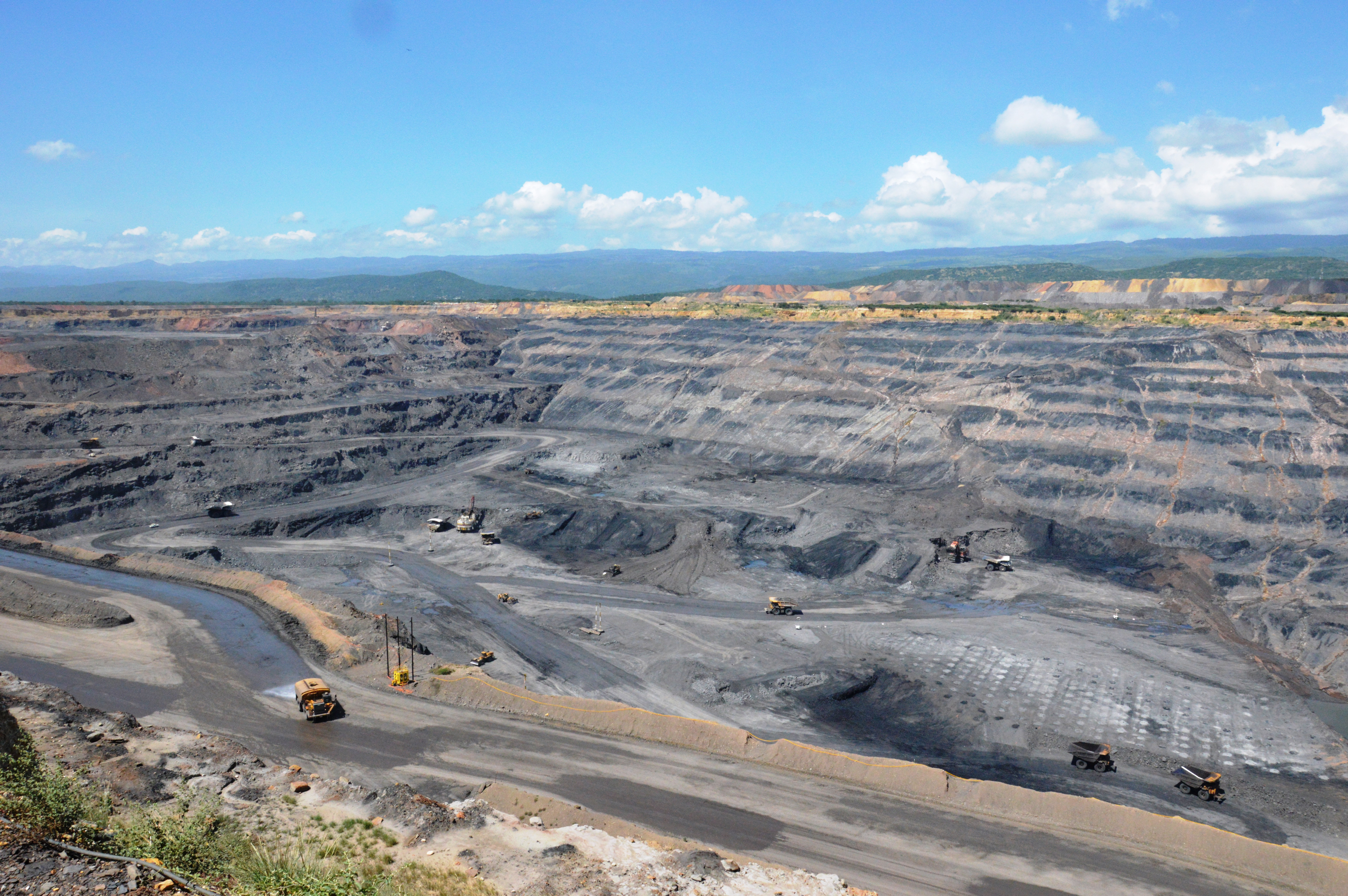
Miniera di carbone colombiana.

Dopo la seconda guerra mondiale, l'industria ha registrato un rapido sviluppo. Le industrie principali sono quelle tessili e quelle siderurgiche.
La Banca mondiale elenca ogni anno i principali paesi produttori in base al valore di produzione totale. Secondo l'elenco del 2019, la Colombia avrebbe la 46a industria più preziosa al mondo (U$ 35,4 miliardi), dietro a Messico, Brasile, Venezuela e Argentina, ma davanti a Perù e Cile.
La Colombia ha una piccola produzione di veicoli, che l'ha posizionata al 40 ° posto nel mondo nel 2019. Il paese è stato il 14 ° produttore mondiale di birra (dall'orzo) nel 2018.

## Trasporti
Rete stradale: 11.970 km.

Rete ferroviaria: 2.113 km.

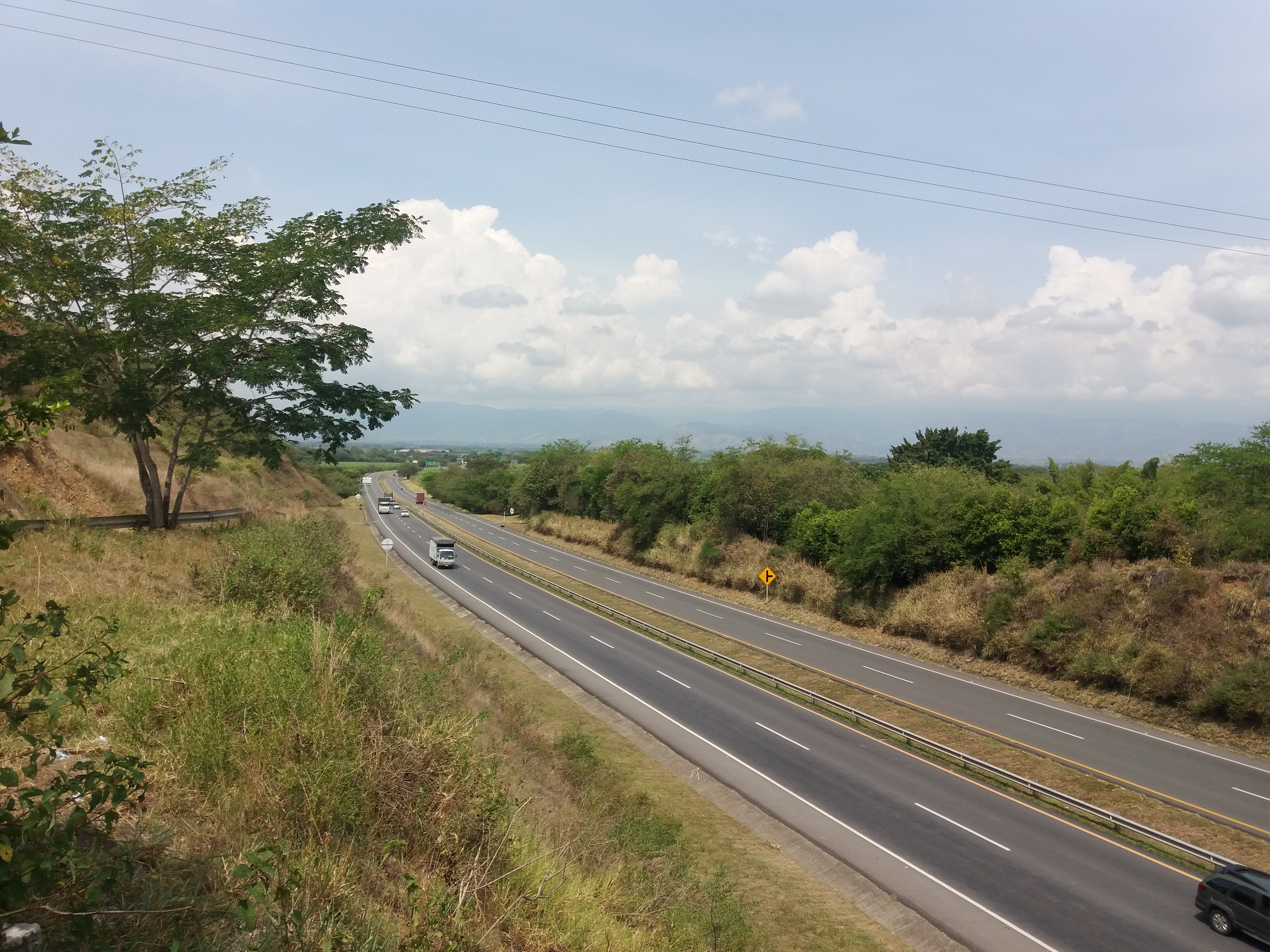
Autostrada della Route 25 tra Tuluá e l'Andalucía, Valle del Cauca. Nel 2014 c'erano 2.279 chilometri di strade a doppia carreggiata.

Rete canali navigabili: 14.300 km

Le strade del nord sono in buone condizioni, mentre quelle del sud e dell'est, sono dissestate per le piogge frequenti. A causa della morfologia, i trasporti sono molto difficoltosi. Gli assi principali della circolazione sono costituiti dai fiumi Cauca e Magdalena.
I porti principali sono quelli di Cartagena, Barranquilla, Santa Marta (dedicato alle banane) e Buenaventura (utilizzato per l'esportazione del caffè).
Flotta mercantile: 118 navi; 117.700 tsl.

## Turismo

Cartagena (2008), una delle principali destinazioni turistiche della Colombia.

Nella lista delle destinazioni turistiche mondiali, nel 2018, la Colombia era il 65 ° paese più visitato al mondo, con 3,8 milioni di turisti internazionali (e ricavi per 5,5 miliardi di dollari).
1 turista l'anno per ogni 32 abitanti.

Provenienza: Venezuela 55%, Ecuador 15%, USA 11%, Canada 3%, Costa Rica 1%, altri paesi 15%.